# The Woman Wins
The Woman Wins é um filme mudo britânico de 1918, do gênero policial, dirigido por Frank Wilson e estrelado por Violet Hopson, Trevor Bland e Cameron Carr. Foi baseado em um romance de Cecil Bullivant.

## Elenco
- Violet Hopson - Brenda Marsh
- Trevor Bland - Hugh Fraser
- Cameron Carr - Raymond Vascour
- George Dewhurst - Hadley Barfield
- Arthur Walcott - John Farley
- Henry S. Creagh - Justin Marsh
- J. Hastings Batson - Fraser
- Vera Cornish - Sra. Fane